# てとくち
『てとくち』は、大崎知仁（原作）、河下水希（漫画）による日本の漫画作品。『ジャンプスクエア』（集英社）2013年6月号から2015年1月号まで連載された。江戸を舞台に、よく喋る少年と無口な女性剣士の二人組が事件を解決していく物語。連載開始前には『週刊少年ジャンプ』（同社刊）2013年22・23合併号にプロローグとなる読切（単行本未収録）が掲載されている。

## あらすじ
商家・大黒屋の倅、大黒屋周助は三度の飯より話が好きという天性の喋り魔。お陰で余所での仕事も手に付かず、家の手伝いも疎かになってしまう息子に手を焼いた父・大黒屋徳兵衛は、周助を大黒屋管理の長屋に遣り、店賃の回収仕事をさせて性根を鍛えんとする。遣いに行った先で周助が出会ったのは、便利屋を営む女剣士・里江。彼女の無口と愛想の無さが原因で依頼が増えず、店賃の支払いが滞っていると知った周助は仕事の口入れを自らが引き受け、里江の店賃返済に一役買おうとする。斯くして誕生した手(て)=里江と口(くち)=周助の便利屋コンビ。二人を待ち受けるお江戸八百八町の事件や如何に。

## 登場人物
声の項はVOMIC版のもの。

### 主要人物
大黒屋 周助（だいこくや しゅうすけ）
声 - 阪口大助
本作の主人公。15歳。大黒屋の養子。養父・徳兵衛の依頼により、大黒屋が管理する長屋の店子だった里江の店賃を取り立てに行き、それが縁で便利屋稼業に首を突っ込む羽目になる。巧みな話術と高い洞察力を武器にして人の秘密を暴き、揉めごとを解決していく。
実の両親は5年前に「血煙の重蔵一味」に殺害されており、その犯人を探し続けている。
花村 里江（はなむら りえ）
声 - 寿美菜子
本作のもう1人の主人公でありヒロイン。18歳。無口で無表情だが剣の腕に長けた美女。
元は代々幕府の要職を担ってきた旗本・花村家の息女だったが、4年前に父が公金横領の容疑をかけられ取り潰しに遭ったことで地位も名誉も失い、2年前から大黒屋管理の長屋に住み便利屋稼業を営んでいる。父に濡れ衣を着せた黒幕を憎み、いずれ仇を討たんと機を窺っている。

### 北町奉行所
曽根 勘右衛門（そね かんえもん）
北町奉行所の定町廻り同心。周助の家の事件を調べているため、彼とは馴染み深い間柄である。ある一件から「血煙の重蔵一味」が幕府と内通している事実を知り、周助に事実を話すかどうか悩んでいる。
周助の養父・徳兵衛とは若い頃からの友垣。最初は余り良い印象を持たなかったようだが、殴り合いを経て気の置けない親友となった。徳兵衛が恋心を抱いていたおあきの店が血煙の重蔵一味に襲撃されてからは、悲嘆に暮れる徳兵衛に友として「必ず血煙の一味を捕える」と誓った。

### 血煙の重蔵一味
道懐（どうかい）
とある寺の住職。表向きは温和な性格を演じているが、実は「血煙の重蔵一味」のメンバー。周助に正体を見破られたため彼を殺そうとするが里江や曽根の妨害で失敗する。その後口封じのために吾平に手下諸共始末される。
吾平（ごへい）
「血煙の重蔵一味」のメンバー。道懐の部下。表向きは道懐と同様温和な性格を演じているが、本性は冷酷な性格。周助を始末しようとしたが失敗し、証拠隠滅のために道懐を手下諸共始末する。なお、「吾平」は偽名。
元・血煙の重蔵一味の男
本名不明。小国の姫君の命を狙う側室に雇われる形で姫の身代わりとなった周助を攫うが、里江に成敗される。その後北町奉行所に引き渡されるが、牢の中で何者かに暗殺される。暗殺される直前に「血煙の重蔵一味」は幕府と繋がりがあると証言した。実は8年前に盗みの最中にミスを犯して一味を追い出されていたため、5年前の周助の家の事件を知らなかった。

### 瀬良一派
瀬良 景次（せら かげつぐ）
老中を務める若い男性。前髪を真ん中で分け、ウェーヴがかった長髪を胸のあたりまで伸ばしている。自称「潔癖」で、自らに害をなすものはどんなに小さなものでも徹底的に排斥する人物。一方で宮坂冬伯や血煙の重蔵一味といった危険人物と密かなつながりを持ち、悪事を働いているという噂がある。
宮坂 冬伯（みやさか とうはく）
瀬良景次に仕える香道家の男性。香道を悪用することに長けており、景次には「闇の香道」と評されている。彼の香道は清澄な座敷に客人を招き風雅の境地を味わう表の香道とは逆で、地の底の獄で妖しげな香と真言を聞かせ、次第に意識を支配する類の危険なもので、香を嗅がされたものは冬伯の傀儡と化してしまう。

### その他の人物
大黒屋 徳兵衛（だいこくや とくべえ）
声 - 赤羽根健治
小間物や化粧品を扱う商店「大黒屋」の主人。周助の養父。周助とは血縁関係はないが、彼への愛情は深い。北町奉行所の曽根は昔馴染みで、共に町の不良少年たちと喧嘩に明け暮れる悪友同士だった。
かつて周助の亡母・おあきに想いを寄せていたことがあり、周助を引き取ったのも彼女への想いの深さ故である。
仙太郎（せんたろう）
瀬戸物を扱う商家の息子。周助とは同じ寺子屋に通っていた友人であり、彼に言い包められては度々協力させられる。
幹太（かんた）
魚屋の息子。仙太郎の腰巾着で、同じく周助とは寺子屋時代からの仲。
金子 又八郎（かねこ またはちろう）
変幻自在の動きが特徴的な「幻冥流」という剣術を使う剣客。頭は悪いが剣士としては相当の腕を持つ。当初は小国の正室の姫君の命を狙う側室側に雇われた用心棒として里江と闘うが敗北する。その後は里江と同じ長屋に住みはじめる。
文吉（ぶんきち）
周助とは別の「血煙の重蔵一味」事件の生き残り。かつて奉公先で、商人を装った血煙の一味の男を奉公先の問屋に入れてしまったことで、自分を除く店の者を皆殺しにされた過去を持つ。事件後は住職と吾平の寺に預けられていた。事件のショックから声が出なくなっていたが、実は声が出ないのは自分の身を守るための演技であった。事件当時一味の顔を見ていたため、吾平らに狙われるが周助らに救われる。
沖田 源之丞（おきた げんのじょう）
勘定所臨時物調役。里江の元許嫁であり、里江に名越盛国を贈った。周助に幕府の腐敗ぶりを語る。表向きは人当たりの良い性格に見えるが、裏では幕府の指示で不正をしていた農民を暗殺するなど、汚れ仕事にも手を染めている。

## 書誌情報
- 大崎知仁（原作）・河下水希（漫画） 『てとくち』 集英社〈ジャンプ・コミックス〉、全5巻
  1. 2013年10月9日第1刷発行（10月4日発売[集 1]）、ISBN 978-4-08-870828-7
  2. 2014年1月9日第1刷発行（1月4日発売[集 2]）、ISBN 978-4-08-880014-1
  3. 2014年5月7日第1刷発行（5月2日発売[集 3]）、ISBN 978-4-08-880079-0
  4. 2014年9月9日第1刷発行（9月4日発売[集 4]）、ISBN 978-4-08-880181-0
  5. 2015年1月10日第1刷発行（1月5日発売[集 5]）、ISBN 978-4-08-880301-2

## ヴォイスコミック
集英社のヴォイスコミック「VOMIC」として、2013年10月にジャンプ専門情報番組『サキよみ ジャンBANG!』にて放送され、同年11月からVOMIC公式サイトで配信された。
キャスト
主要担当声優は上述。ここではそれ以外のキャストについて記す。
- 佐竹屋のご隠居 - 宮崎寛務
- 佐竹屋 惣太郎 - 小川慎太郎
- ナレーション - 宮崎寛務